# Sust Museum Horgen
Die Sust ist ein Gebäude, ein Kulturgut von nationaler Bedeutung, sowie das ortsgeschichtliche Museum der Gemeinde Horgen im Schweizer Kanton Zürich. Sie befindet sich zwei Gehminuten östlich vom Bahnhof Horgen See am ehemaligen Hafen. Das vor allem in der Schweiz gebräuchliche Wort «Sust» oder «Suste» ist ein Lehnwort aus dem Alpenromanischen. Es kommt in verschiedenen Dialekten vor. In den Susten wurden Transitgüter zwischengelagert, welche die Säumer in Tagesetappen über die Alpenpässe transportierten.

## Geschichte der Sust

### 14.–15. Jahrhundert
Die erste Erwähnung des heutigen Sust-Gebäudes datiert von 1527. Dokumente und Zeugenaussagen deuten jedoch darauf hin, dass es bereits im 14. Jahrhundert einen Warenumschlagplatz in Horgen gab. Die Geschichte der Sust ist eng mit dem zunehmenden Warenhandel in die Innerschweiz und mit dem im Jahr 1200 erschlossenen Passübergang über den Gotthard verbunden.
Grundlegend für die Entwicklung der Sust und des Ortes Horgens war der Schiffsverkehr auf dem Zürichsee. Güter wurden auf dem Seeweg nach Horgen gebracht und dort auf Saumpferde verladen. Vom Hafen, der «Haab», führte ein 15 Kilometer langer Saumpfad über den Berg zur Sihl, Babenwaagbrücke und dann nach Zug – eine Wegstrecke, die innerhalb eines Tages bewältigt werden konnte. Von dort aus erreichte man per Schiff Immensee und über ein kurzes Landstück schliesslich Küssnacht am Rigi. In Küssnacht wiederum lag der Hafen für den Wassertransport nach Luzern und Flüelen. Horgen war handelsstrategisch auch deshalb attraktiv, weil die wichtige Verkehrsachse von den stark begangenen Pässen in Graubünden über den Walen- und Zürichsee limmatabwärts in Richtung Basel und Oberrhein an der Siedlung vorbeiführte.
Im Jahre 1406 erwarb die Stadt Zürich Horgen als habsburgische Pfandschaft und richtete eine Obervogtei ein, die direkt von der Limmatstadt aus verwaltet wurde. Diese kümmerte sich von da an in enger Absprache mit Zug um den Saumweg über den Horgenberg zur Zollstation Babenwaag an der Babenwaagbrücke und dann über Baar und Zug. Ein erster Beleg für das neue Interesse Zürichs ist eine Ordnung von 1452, welche nach den Wirren des alten Zürichkriegs die Grundlagen des Warenverkehrs erstmals schriftlich festhielt, allerdings ohne die Sust konkret zu erwähnen.

### 16.–18. Jahrhundert
Der Warenumschlag in Horgen lag bis zum ersten Viertel des 16. Jahrhunderts in den Händen von Privatpersonen. Dies änderte sich erst am 19. September 1527, als die Stadt Zürich das Haus von Herrn Bürgi in der «Ow», sprich: Au, erwarb. Es lag zwischen See, Landstrasse und Dorfbach und umfasste eine Trotte samt Rebberg. Hier richtete die Limmatstadt eine Sust ein. Zur Aufwertung des Areals trug 1557 der Kauf eines weiteren Gebäudes bei, das an die Sust und das Zollhaus angrenzte. Die Aufgabe des dort eingesetzten «Sustknechts» war es unter anderem, Warenzölle einzuziehen, in einem Buch einzutragen und gegenüber dem städtischen Seckelamt abzurechnen. Dafür bezog er einen Lohn von 5 % der Zolleinnahmen und genoss ein Wohnrecht in der Sust. Zu verzollende Waren waren laut Schriftstücken Wein und Most, Obst, Getreide, Salz, Käse, Zieger und Butter, aber auch Veltlinerwein, Eisen, Papier, Hausrat und Kaufmannszeug.
Als mutmasslich erster Sustknecht wird Jos Riser erwähnt, dessen Familie das Amt über mehrere Generationen ausübte. Im Jahr 1623 führte die Stadt Zürich ein «Sustbüchlein» ein, das die grundlegenden Tätigkeiten des Sustmeisters, die Regelung von Streitigkeiten sowie personelle Änderungen im Amt festhielt. Jährlich lieferte der Sustknecht mehrere Dutzend Pfund an Zürich ab. Im Jahr 1692 übergab Zürich das Amt des Sustmeisters seinem Bürger Heinrich Meyer, vermutlich nachdem Verfehlungen des damaligen Sustmeisters Abraham Hüni festgestellt worden waren. Ihm folgte 1697 der Statthalterschreiber Christoph Füssli, dessen Familie bis ins frühe 19. Jahrhundert die Sust in Horgen führte und deren Mitglieder sich teils zusätzlich durch künstlerische Tätigkeiten auszeichneten.

### 19.–20. Jahrhundert

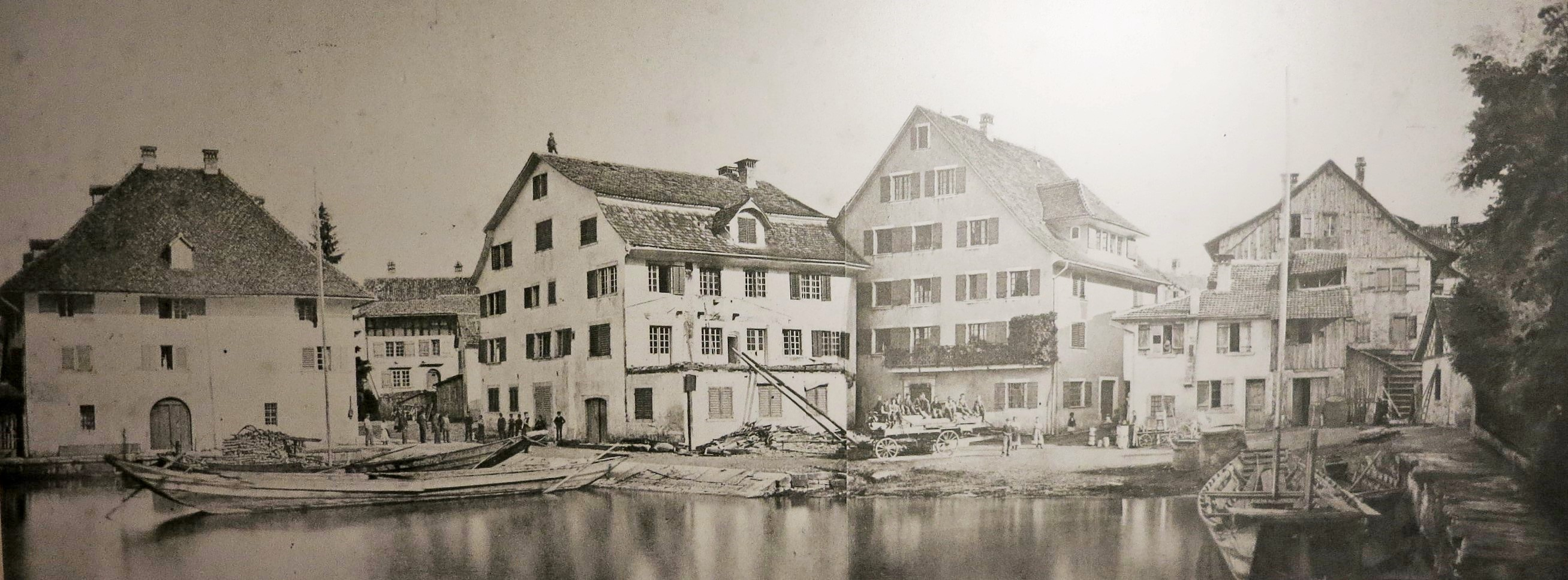
Sust Engel Schiffli Gerwe Seebrünneli 1873

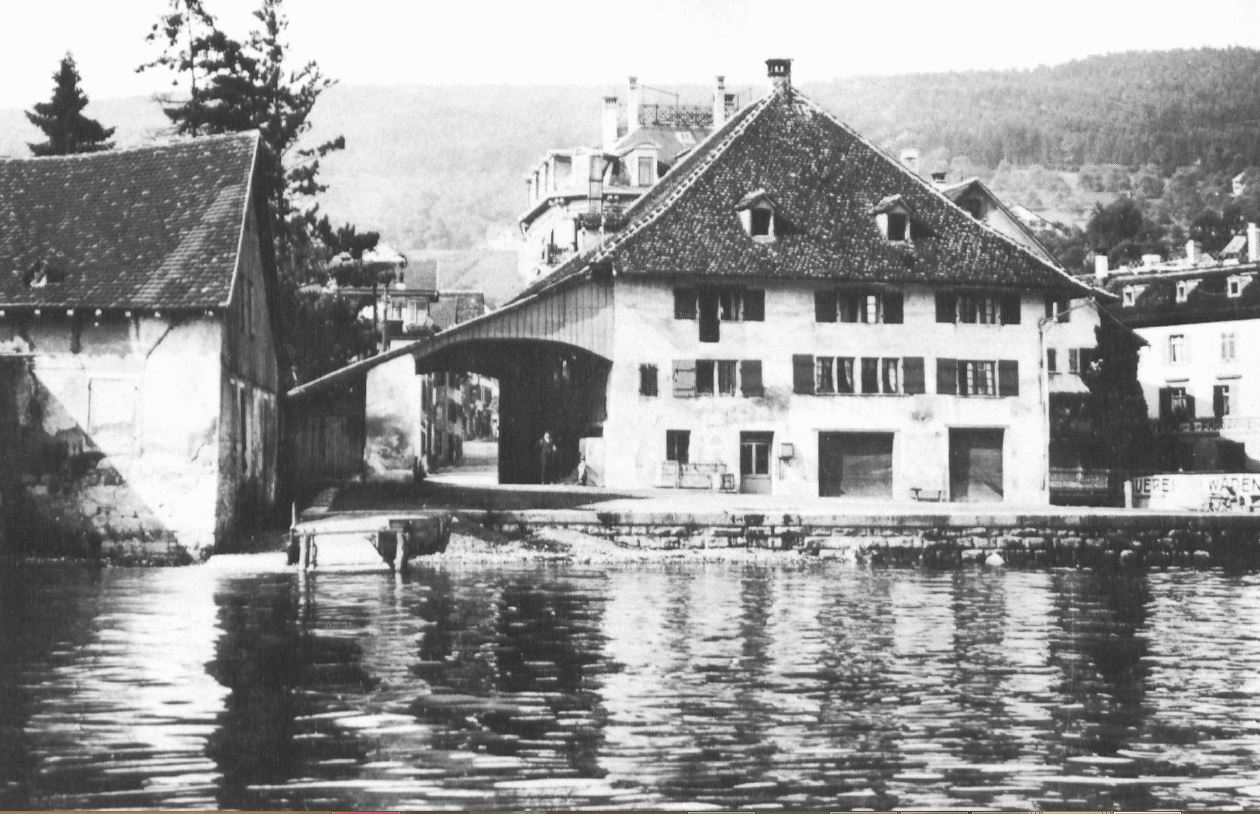
Sust Horgen um 1910

Ab 1831 verlor die Sust mit der Liberalisierung und Modernisierung der politischen und wirtschaftlichen Ordnung ihre Bedeutung als Warenumschlagplatz. 1835 beschloss der Regierungsrat die Aufhebung der Binnenzölle, wodurch die Sust in Horgen keine obrigkeitliche Station mehr war. Der laufende Ausbau des Strassennetzes ermöglichte zudem eine direkte Verbindung von Zürich in die Zentralschweiz. Im Sommer 1835 verkaufte der Staat das Gebäude der Sust samt Garten, Hafen und Gerätschaften für 4'720 Franken an die Gemeinde Horgen. Die Kaufsumme wurde als Schuld zu 4 % Zins aufgeführt und durch den Unterhalt des Hafens bis ins Jahr 1870 durch Horgen abgetragen.
Nach 1835 wurde die Sust einem Pächter übergeben und diente als Warenlager. Der eingeschränkte Nutzwert für die Gemeinde zeigt sich auch darin, dass zuerst in einem, dann in zwei Räumen von 1838 bis 1845 vorübergehend der Sekundarschulunterricht stattfand. Bereits um 1800 hatte der Pädagoge Rudolf Rottenschweiler (1736–1806) in der «Präzeptorstube» der Sust eine Privatschule geführt. Kälte, Durchzug und der Lärm des Warenumschlags behinderten allerdings den Unterricht erheblich. Nachdem die Schule 1845 ein neues Lokal beziehen konnte, diente die Sust zunehmend als Wohngebäude.
Mit dem Bau der linksufrigen Eisenbahnlinie endete die wirtschaftliche Funktion der Sust. Am 20. September 1875 wurde die Linie von Zürich nach Näfels eröffnet. Allerdings rutschte wenige Tage später das Seeufer ab und die Streckenführung wurde neu terrassiert. Einzelne Gebäude mussten der Eisenbahn weichen und die Sust wurde durch die Bahnschienen vom Dorf abgeschnitten. Sie verschwand darauf zunehmend aus dem öffentlichen Bewusstsein.

## Geschichte des Museums

### Begründung der Sammlung
Die ersten Initiativen für ein Ortsmuseum lassen sich im Jahr 1882 finden, als mit der Gründung der Chronikkommission und der Erschaffung der Ortschronik auch ein Museum angeregt wurde. Es sollten aber ganze 75 Jahre vergehen, bis es so weit war. In den zwanziger Jahren des 20. Jahrhunderts begeisterte sich der Lehrer Heinrich Brunner für die Schaffung eines Ortsmuseums. Er nahm 1931 Einsitz in die Chronikkommission und warb auch in seiner Eigenschaft als Mitarbeiter des «Anzeigers des Bezirks Horgen» für sein Anliegen. Auf seine Initiative hin brachte die Horgner Bevölkerung geeignete Ausstellungsobjekte ins Schulhaus Baumgärtli, wo sich mit der Zeit eine kleine Sammlung bildete.

### Erste Ausstellungen
In der Folge warben kleinere Ausstellungen im damaligen Schaufenster der örtlichen Sparkasse für Horgens Geschichte. Heinrich Brunner konnte schliesslich für seine wachsende Sammlung den ehemaligen Unterkunftsraum der örtlichen Luftschutztruppe im Schulhaus Baumgärtli in Anspruch nehmen. Der Gemeinderat erwarb eine wertvolle und dokumentierte Sammlung alter Waffen. Auch die durch die Behörden verfügte Entrümpelungsaktion zu Beginn des Zweiten Weltkriegs brachte Sehenswertes zutage.

### 1000-Jahr-Feierlichkeiten als Katalysator für ein Ortsmuseum
Im Jahr 1952 schürten die Horgner 1000-Jahr-Feierlichkeiten die Begeisterung für Historisches und unterstützten die Bemühungen zur Einrichtung eines ständigen Ortsmuseums. Kunstmaler Hugo Wiesmann organisierte anlässlich des grossen Festes einen historischen Festumzug zu Wasser und zu Land, Kunstmaler Fritz Zbinden gestaltete in den Turnhallen des neuen Sekundarschulhauses Berghalden eine ortsgeschichtliche Ausstellung und die Chronikkommission gab eine vom bekannten Historiker Paul Kläui verfasste Geschichte der Gemeinde Horgen heraus.

### Gründung des heutigen Museum
Im Jahr 1954 wurde die Chronikkommission mit Einwilligung des Regierungsrats aufgelöst und als ihre Nachfolgerin die «Stiftung für das Ortsmuseum und die Chronik der Gemeinde Horgen» gegründet. Verschiedene Horgner Industrielle und weitere private Spender unterstützten das Vorhaben finanziell. Die Gemeinde stellte Teile der Sust zur Verfügung, wo am 9. November 1957 das Ortsmuseum feierlich eröffnet wurde, anfänglich beschränkt auf drei eingerichtete Räume und geleitet durch ein ehrenamtliches Kuratorium. Später stellte die Gemeinde dem Museum das gesamte Sust-Gebäude zur Verfügung. Nach zwei grösseren Renovationen in den 1960er Jahren konnte die Sust dank einer neu eingebauten Zentralheizung das ganze Jahr über betrieben werden. Eine komplette Sanierung des Hauses in den Jahren 2020/21 erlaubte eine Neugliederung des Museumsbereichs und eine zeitgemässe, den neuen gesetzlichen Vorgaben entsprechende Modernisierung. Erstmals wurde auch der Bau selbst Teil der musealen Darstellung.

## Baugeschichte

### 13.–15. Jahrhundert
Die heutige Sust umfasst das Erdgeschoss, ein erstes und ein zweites Stockwerk sowie das Dachgeschoss. Das Erdgeschoss wird durch eine nord-südlich verlaufende Mauer in zwei Hälften geteilt. Die schmalere Osthälfte bildete den ursprünglichen Kernbau des Gebäudes. Das scharten-förmige Rechteckfenster in der erwähnten Mauer des Erdgeschosses, die damals die westliche Aussenmauer der Sust bildete, wird ins späte 13. oder 14. Jahrhundert datiert. Aufgrund des schmalen, langgezogenen Grundrisses wird vermutet, dass sich das Gebäude ursprünglich an einen anderen Baukörper anlehnte und von Anfang an mindestens zweigeschossig war.
Die ältesten Bauteile im ersten und zweiten Obergeschoss sind die in Bohlenständer-Bauweise konstruierte Nord- und Ostwand sowie die Bundbalken in der südöstlichen Ecke des zweiten Stockwerks. Die dendrochronologische Untersuchung ergab, dass das Fichten- und Tannenholz in den Wintern 1476/77 und 1478/79 geschlagen wurde. Etwas jünger ist die Ostwand zum See hin: Die Wandständer und Bohlen wurden im Winter 1513/14 gefällt. Es ist davon auszugehen, dass auch die anderen drei Aussenwände ursprünglich in Bohlenständer-Bauweise erstellt waren und später durch Massivmauerwerk ersetzt wurden.

### 16.–17. Jahrhundert
Nachdem die Stadt Zürich die Liegenschaft 1527 erworben hatte, wurde sie vermutlich umgebaut, um eine Sust zu errichten; dazu gibt es am Gebäude jedoch keine Hinweise. Erst 1620 erfolgten nachweislich bauliche Massnahmen in grösserem Umfang, als die westliche Haushälfte angebaut wurde. Die dendrochronologischen Daten entsprechen der Jahreszahl 1620, welche im Inneren des Gebäudes an zwei Stellen zu finden ist. Die Aussenwände des Neubaus wurden in Massivmauerwerk erstellt. Die Innenwände bestehen aus Fachwerk, das mit Natursteinen ausgemauert wurde. Wie auf Ansichten des 18. Jahrhunderts überliefert ist, überspannte vermutlich ein Satteldach das Gebäude.
Mit der Erweiterung von 1620 erhielt die Sust im Wesentlichen die noch heute bestehende Grundrisseinteilung. Schriftquellen überliefern Bauaufwendungen für die Jahre 1658/1659. Es ist jedoch nicht bekannt, welche Bauteile davon betroffen waren. Belegt ist einzig, dass die Deckenbalken im Erdgeschoss des Kernbaus ersetzt wurden. Das verwendete Tannenholz wurde in den Wintern 1655/56 und 1656/57 geschlagen.

### 18. Jahrhundert

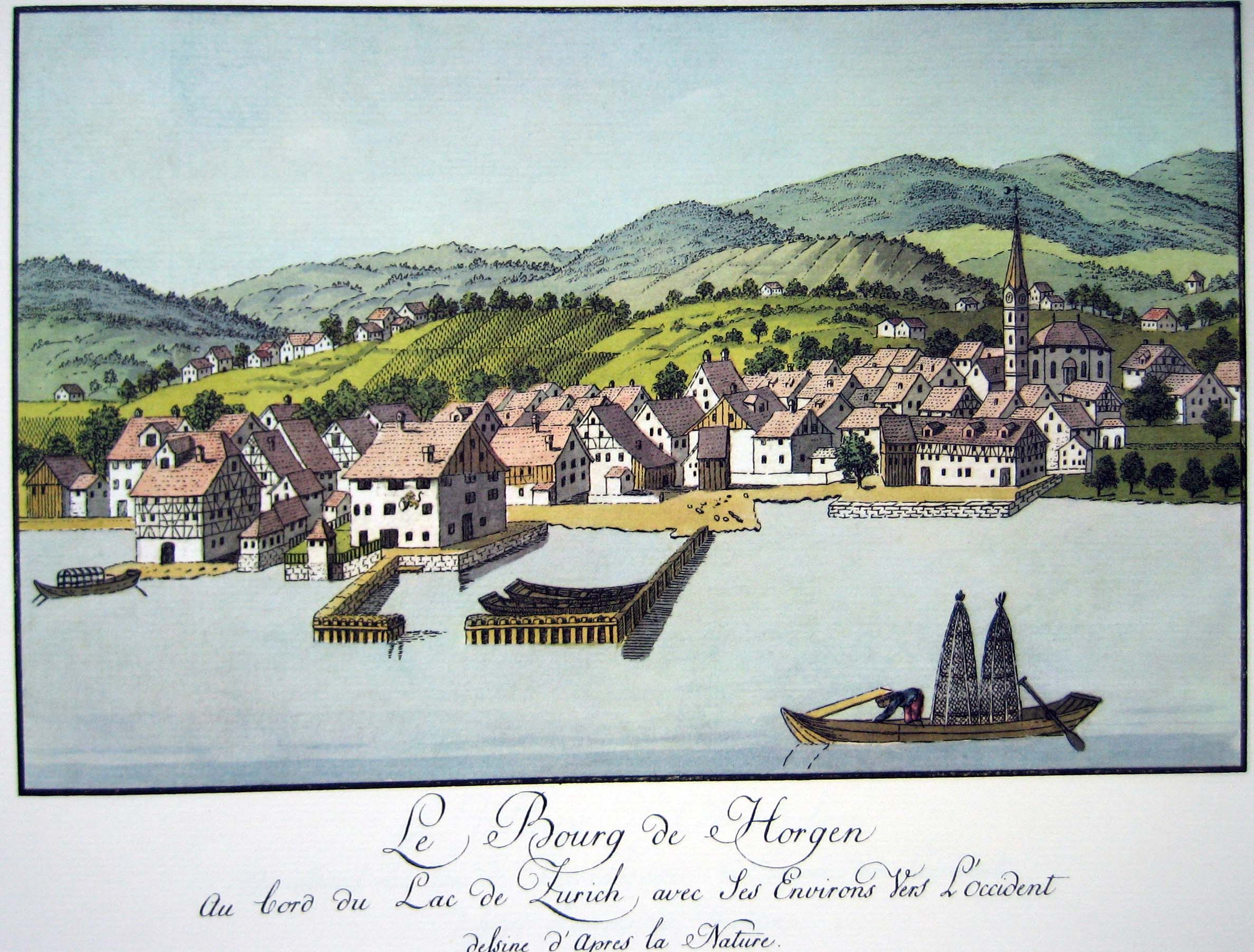
Sust und Hafen in Horgen um 1794

Ab dem zweiten Viertel des 18. Jahrhunderts lässt sich die bauliche Entwicklung aufgrund von Plan- und Bilddokumenten nachvollziehen. Der Gebäudegrundriss kann einem um 1730 erstellten Plan von Horgen entnommen werden. Darauf sind drei verschiedene Anbauten auf der Ost- und Südseite vermerkt sowie ein Brunnen. Der Maler Johann Jacob Hofmann (1730–1772) malte die Sust um 1770 von der Seeseite her. Zu sehen ist ein auf der Fassade aufgemalter Zürcher Wappenlöwe und eine nahe der Bachmündung in den See hinausgebaute, ummauerte Gartenanlage. Der östliche Anbau wurde auf dem Bild vermutlich aus ästhetischen Gründen weggelassen. Wie dendrochronologische Daten vom Winter 1781/82 zeigen, ersetzte man nach 1780 das von Hofmann festgehaltene Satteldach durch das heutige Walmdach.

### 19.–20. Jahrhundert
Zwischen 1800 und 1950 änderte sich das Äussere der Sust kaum. Auf einem 1814 erstellten Strassenplan hat das Gebäude denselben Grundriss wie 1730. Zeichnungen von 1845 und 1850 belegen die Anbauten und zeigen, dass sie Pultdächer aufwiesen. 1850/51 liess die Gemeinde Horgen die Hafendämme und die Haab-Haken erneuern. Die Haab verfügte über einen gemauerten Landungssteg und einen Kran. Auf der Nordseite der Sust wurde der Seegrund aufgeschüttet, wodurch sich Hofraum und Platz für einen Anbau gewinnen liess. 1852/53 wurden die Lagerräume umgebaut und eine Wohnung in der Sust eingerichtet. Das Lagerbuch der kantonalen Gebäudeversicherung vermerkt 1863 grössere Bauinvestitionen. 1914 erfolgte der Abbruch des sogenannten Sustbogens, einer Lagerhalle, die ab Mitte des 19. Jahrhunderts den östlichen Anbau ersetzt hatte. In den Obergeschossen waren ärmliche Mietwohnungen eingerichtet.

### Die Umbauten 1960/61 und 1965/67
Drei Jahre nach der Eröffnung des Ortsmuseums begann ein Umbau in zwei Etappen 1960/61 und 1965/67. In der ersten Etappe erweiterte man den ehemaligen Estrichraum zu einem Saal und erschloss ihn mit einem Treppenhaus. Gleichzeitig erhielt das ganze Haus eine Zentralheizung. Ab 1965 erfolgte die Restaurierung der Fassade und der Innenräume. Im Erdgeschoss senkte man den Boden auf das frühere Niveau ab, verputzte das Mauerwerk und imprägnierte das Holz gegen Schädlinge. In den oberen Geschossen wurden einige nachträglich eingebaute Raumunterteilungen zurückgebaut. In der mittleren Zone der östlichen Haushälfte wurden eine Hauswartwohnung und eine Toilettenanlage eingebaut. In beiden Umbauetappen fügte man Bauteile aus Horgner Abbruchhäusern ein, die bei der radikalen Umgestaltung des Dorfzentrums in den sechziger Jahren abgerissen wurden, zum Beispiel aus der Villa Stünzi, Seestrasse 133 und dem Wohnhaus Burkhard, Seestrasse 141.
Eine eingehende Bauuntersuchung, die zu einem besseren Verständnis der Gebäudestruktur geführt hätte, war damals noch nicht üblich. Deshalb beurteilt man einige der in den sechziger Jahren vorgenommenen Veränderungen heute kritisch, so zum Beispiel die Entfernung der unteren Bundbalkenlagen im zweiten Geschoss, welche durch den Aufbau der Dachkonstruktion von 1782 ihre Funktion verloren hatten. Auch wurde die graue Farbfassung von 1620 an zahlreichen Fachwerkwänden abgeschliffen, um das Holzwerk sichtbar zu machen. Seit 1968 steht der Bau unter kantonalem Denkmalschutz und ist heute ein Kulturgut von nationaler Bedeutung.

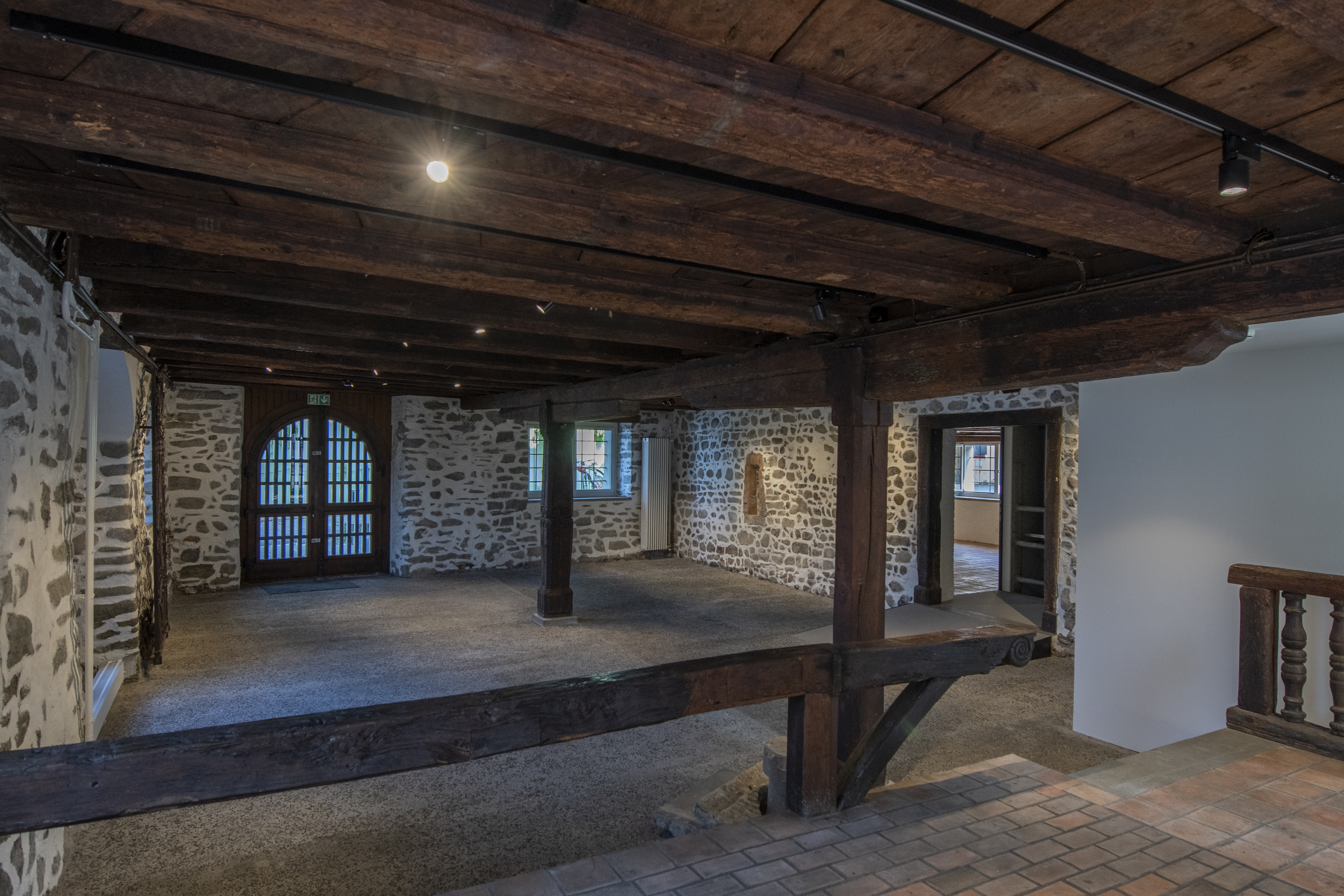
Erdgeschoss nach dem Umbau 2020–2021

### Umbau 2020/2021
In den Jahren 2020/2021 wurde die Sust im Hinblick auf einen modernen Museumsbetrieb mit einem weiteren Umbau den gesetzlichen Vorgaben in Bezug auf Brandschutz und Erfordernisse für Personen mit eingeschränkter Mobilität angepasst. Unter der Leitung der Horgner Architekten Ueli Geiger und Stefan Schäppi wurde der Veranstaltungs- und Ausstellungsraum im Dachgeschoss völlig neu konzipiert und mit einer Wärmedämmung versehen. Ziel war es, die historische Bausubstanz möglichst zu schützen. So baute man den Lift im mittleren Bereich des Ostteils ein, der schon früher beträchtliche Eingriffe erfahren hatte. Die Küchen- und Toilettenanlagen wurden ersetzt. Die neu eingefügten Bauteile – vorwiegend Beton, Sandstein, Stahl und Glas – sind durch ihre moderne Architektursprache ohne weiteres erkennbar. Die kantonale Denkmalpflege analysierte und dokumentierte den historischen Baubestand der Sust vor und während der Arbeiten eingehend. Restauratoren untersuchten Verputze und Holzoberflächen gründlich. Dabei kamen interessante historische Details zum Vorschein.

## Sust heute

### Stiftung
Die «Stiftung für das Ortsmuseum und die Chronik der Gemeinde Horgen» wurde am 2. Juli 1954 durch vier Horgner Persönlichkeiten gegründet: Fritz Zbinden, Kunstmaler, Jakob Bryner, Lehrer sowie Otto und Walter Schweiter, Direktoren der ortsansässigen Maschinenfabrik. Die in der Stiftungsurkunde vermerkten Stiftungszwecke lauten zusammengefasst wie folgt: Errichtung eines Ortsmuseums, Förderung des Verständnisses für die Geschichte von Horgen sowie Weiterführung der Horgner Chronik.

### Organisation und Betrieb
Der Stiftungsrat besteht aus mindestens drei Mitgliedern, wobei ein Mitglied durch die Gemeinde Horgen in das Gremium delegiert wird.
Operativ wird die Sust durch die Museumsleitung geführt, welche aus dem Kuratorium, dem Präsidium und dem Vizepräsidium des Stiftungsrats besteht. Seit 2014 kümmert sich aufgrund der stetig steigenden Anforderungen an den Betrieb ein professionelles Kuratorium um das Museum; zuvor war dies eine ehrenamtliche Tätigkeit gewesen. Ein Team von freiwilligen Helfern steht dem Stiftungsrat und dem Kuratorium mit vielfältigen Einsätzen beim Museumsbetrieb und bei der Pflege der Sammlung zur Seite.

### Finanzierung
Die Stiftung finanziert sich im Wesentlichen über private Spenden, zu einem kleinen Teil auch über Einnahmen aus dem Museumsbetrieb. Ein treuer Kreis beständiger Gönner tragen mit ihren finanziellen Zuwendungen massgeblich zum Fortbestand des Museums bei. Die Gemeinde Horgen beteiligt sich an den Kosten, indem sie der Stiftung das Sust-Gebäude zur Verfügung stellt. Sie entrichtet ausserdem jährlich einen finanziellen Beitrag und übernimmt das Gehalt des Kuratoriums. Im Gegenzug führt die Stiftung das lokale Museum, pflegt die Sammlung und führt die Chronik fort.

### Sammlung
Die Sammlung der Sust beinhaltet über 40'000 historische, teils hochkarätige Objekte, denen aufgrund ihrer Herkunft eine besondere Bedeutung zukommt. Dazu gehören Fotografien, Karten und Pläne, Gemälde, Zeichnungen, Drucke, Waffen, Textilien sowie Objekte aus den Bereichen Verkehr, Industrie, Landwirtschaft, Handel, Gewerbe, Bergbau, Schule, Küche, Haushalt und Archaeologica. Die Gegenstände stammen in der Regel aus der Region Zimmerberg und wurden dem Museum von Ortsansässigen überlassen. Schenkungen werden aufgrund eines Kriterienkatalogs auf ihre Relevanz für die Sammlung hin überprüft, bevor sie aufgenommen werden.
Die Sammlungsschwerpunkte, Seidenindustrie, Archäologie sowie Handel und Verkehr, haben einen unmittelbaren Bezug zur Region um Horgen: Archäologie, Verkehr, Seide und Industriegeschichte. In Horgen förderten archäologische Grabungen so manches Stück aus der frühen Besiedelung des Seeufers zutage. Durch den Aufstieg Horgens zum Verkehrsknotenpunkt und die Begründung des Saumpfades im Mittelalter verfügt der Ort über reiches historisches Material aus dieser Zeit. Mit der Industrialisierung im 19. Jahrhundert standen am linken Seeufer die Seiden- und die Maschinenindustrie im Zenit. Auch aus dieser Periode gibt es viele Objekte in den Beständen der Sust.
In den Jahren 2020/21 war die Sust aufgrund der Renovation und der Corona-Pandemie für Besuchende geschlossen. Die umfangreichen Bestände an Ausstellungsmaterial wurden in verschiedene, teils zugemietete Depots ausgelagert. Dabei zeigte sich, dass sich seit der Gründung der Stiftung sehr viel Material angesammelt hatte, das zum Teil mehrfach vorhanden, beschädigt und nicht historisch belegt war oder aber nicht dem Sammlungskonzept entsprach. Daraufhin wurden laufend verschiedene Objekte mittels einer sorgfältigen und gezielten Deakzession einer alternativen Bestimmung zugeführt, um die Depots zu entlasten.
Die Sammlung ist ein Schweizer Kulturgut von regionaler Bedeutung (B-Objekt). Sie wird fortlaufend inventarisiert und digitalisiert, um direkt auf das gesammelte Gut zugreifen zu können. Eine fachgerechte Lagerung, Restaurierung und Erhaltung der wertvollen Stücke ist ebenfalls Aufgabe der Stiftung.

### Ausstellungen
Bis zum Jahr 2019 fanden in der Sust zahlreiche Dauer- und Sonderausstellungen statt, die bei der Bevölkerung stets auf grosses Interesse stiessen. Schulklassen lernten die Zeit der Pfahlbauer kennen, erfuhren hautnah, wie man früher Waren mit Saumtieren über weite Strecken transportierte, wie die Menschen damals lebten und womit sie ihren Alltag verbrachten. Die Besucher konnten erleben, wie mit einem historischen Webstuhl von Hand wunderbare Stoffe gefertigt werden. Diese Webdemonstrationen finden mehrmals jährlich statt.
Die umfangreiche Renovation 2020/21 machte das Gebäude zukunftsfähig und erlaubt eine modernere Weiterführung des Museumsbetriebes mit einer Dauerausstellung und jährlich ein bis zwei Sonderausstellungen. Im Zuge der Sanierung konnte das historische Gebäude einer eingehenden baugeschichtlichen Untersuchung unterzogen werden. Dabei traten interessante Fakten zutage, welche die Stiftung auf die Idee brachten, das Gebäude selbst und seine eindrückliche Baugeschichte zum Ausstellungsobjekt zu machen. Die neue Dauerausstellung zeigt ab Frühjahr 2023 baugeschichtliche Fenster der Sust. Mit Hilfe eines neuen Führers der Gesellschaft für Schweizerische Kunstgeschichte können diese entdeckt werden.